# Nénette e Boni
Nénette e Boni è un film del 1996 diretto da Claire Denis.

## Riconoscimenti
- 1996 - Festival del cinema di Locarno
  - Pardo d'oro